# Eucalyptus stellulata
Eucalyptus stellulata är en myrtenväxtart som beskrevs av Franz e Wilhelm Sieber och Dc.. Eucalyptus stellulata ingår i släktet Eucalyptus och familjen myrtenväxter. Inga underarter finns listade i Catalogue of Life.